# Transferuri de populație în Uniunea Sovietică
Transferurile de populație în Uniunea Sovietică  pot fi clasificate în următoarele categorii generale:
- deportarea categoriilor de populație "antisovietice", clasificate uneori ca "dușmani al clasei muncitoare/proletariatului/poporului;
- deportarea unor grupuri naționale;
- transferul în lagăre de muncă  și
- organizarea migrării în sens invers, pentru repopularea teritoriilor epurate etnic.

De cele mai multe ori, destinațiile transferurilor erau zone îndepărtate, nepopulate. Vezi și Colonizările involuntare în Uniunea Sovietică.
Astfel de termeni au atras critici din partea binecunoscutului cercetător al migrației forțate în URSS, Nikolai Bugai. Potrivit lui Bugai, astfel de concepte sunt greu de folosit. Bugay însuși în revizuirea acestor migrații folosește conceptul de «relocare forțată».
Bugay nu este singurul care critică folosirea conceptului de «deportare» în legătură cu relocările forțate sovietice.

## Istoria
Politica sovietică de deportare a început cu evacuarea cazacilor Gărzii Albe și a marilor proprietari de pământ în anii 1918-1925.
Primele victime ale deportărilor sovietice erau cazacii din regiunea Terek, care în 1920 au fost evacuați din casele lor și trimiși în alte zone din Caucazul de Nord, Donbas și Nordul îndepărtat, iar pământul lor a fost transferat cecenilor și ingușilor.

## Deportările membrilor unor anumite categorii sociale
Culacii au reprezentant cea mai numeroasă categorie socială care a fost deportată. Deportarea celor denumiți oficial culaci a inclus mai multe valuri importante, care au continuat până la începutul anului 1950. 
Deportările pe criterii etnice au fost justificate pe motive politice și sociale, de exemplu ale polonezilor din teritoriile anexate în 1939 din estul Poloniei, care sunt în zilele noastre zonele vestice al Belarusului și Ucrainei. 
Mai multe secte religioase, cea mai importantă fiind Martorii lui Iehova, au fost declarate antisovietice, iar membrii lor au fost deportați.

## Transferurile unor grupuri etnice
Mutarea în masă a unor grupuri etnice, potențial dăunătoare sovietelor, a fost o tehnică folosită foarte des de Stalin cât timp a fost la putere. Victimele acestor transferuri au fost polonezii (1934), coreenii (1937), ucrainenii, evreii, lituanienii, letonii, estonii (1940-1941 și 1945-1949), germanii de pe Volga (1941), balkarii, cecenii, ingușii (1944), calmîcii (1944), turcii meșketieni (1944), tătarii din Crimeea (18 mai 1944). Un mare număr de culaci, indiferent de naționalitate, au fost relocați în Siberia și Asia Centrală. 
În timpul și după încheierea celui de-al doilea război mondial, Stalin a ordonat o serie de deportări la o scară nemaintâlnită, care au afectat profund compoziția etnică a Uniunii Sovietice. Peste 1,5 milioane de oameni au fost deportați în Siberia și în republicile central-asiatice. Separatismul, împotrivirea la legile sovietice, colaborarea cu invadatorul nazist erau cele mai des citate motive oficiale pentru deportări, deși nu se poate neglija o dorință secretă de purificare etnică a anumitor regiuni, așa cum a fost cazul Crimeii și a trătarilor băștinași. 
Deportările au început cu polonezii din Belarus, Ucraina și Rusia Europeană, (vezi Minoritatea poloneză din Uniunea Sovietică), atingând apogeul în 1932-1936. Coreenii din Orientul Îndepărtat Sovietic au fost deportați în 1937. Au urmat germanii de pe Volga și alte naționalități din Crimeea și nordul Caucazului. Alte minorități au fost alungate din zona de coastă a Mării Negre: bulgarii, grecii și armenii. Din zonele nou cucerite în Polonia au fost deportați 400.000 de oameni. La fel s-a întâmplat și în țările baltice, de unde au fost deportați peste 200.000 de oameni. Din regiunea Cernăuți și din RSS Moldovenească au fost deportați românii, estimările fiind între 200.000 și 400.000 de oameni. În conformitate cu ultimele recensăminte, în Rusia trăiesc 20.000 de români, iar în Kazahstan trăiesc peste 180.000, victime ale deportărilor, sau urmași ai acestora. Numărul celor care au pierit în timpul deportărilor este uriaș: s-a estimat că 60% dintre balticii deportați au murit și aproape jumate dintre tătarii din Crimeea au pierit de foame în primele 18 luni de exil. În total se apreciază că au murit 40% dintre toți cei care au fost deportați. 
După încheierea celui de-al doilea război mondial, populația germană din regiunea Kaliningrad a fost înlocuită cu cetățeni sovietici, în special cu ruși. 
În februarie 1956, Nikita Hrușciov, în discursul său secret Despre cultul personalității și consecințele sale, a condamnat deportările și încălcarea principiilor leniniste, apreciind că ucrainenii nu au avut parte de deportare "numai pentru că erau prea mulți și nu exista un loc în care să fie deportați". Guvernul său a inversat cursul numeroaselor deportări staliniste, deși, nici până în anul 1991, tătarilor crimeeni, turcilor meșketieni și germanilor de pe Volga nu li se permisese să se reîntoarcă în masă pe pământurile strămoșilor lor. Deportările au avut un efect profund asupra cetățenilor neruși din URSS și situația lor continuă să fie o problemă politică majoră – amintirea deportărilor în masă a jucat un rol major în mișcările separatiste din țările baltice, Tatarstan și Cecenia.

## Transferul în lagărele de muncă forțată

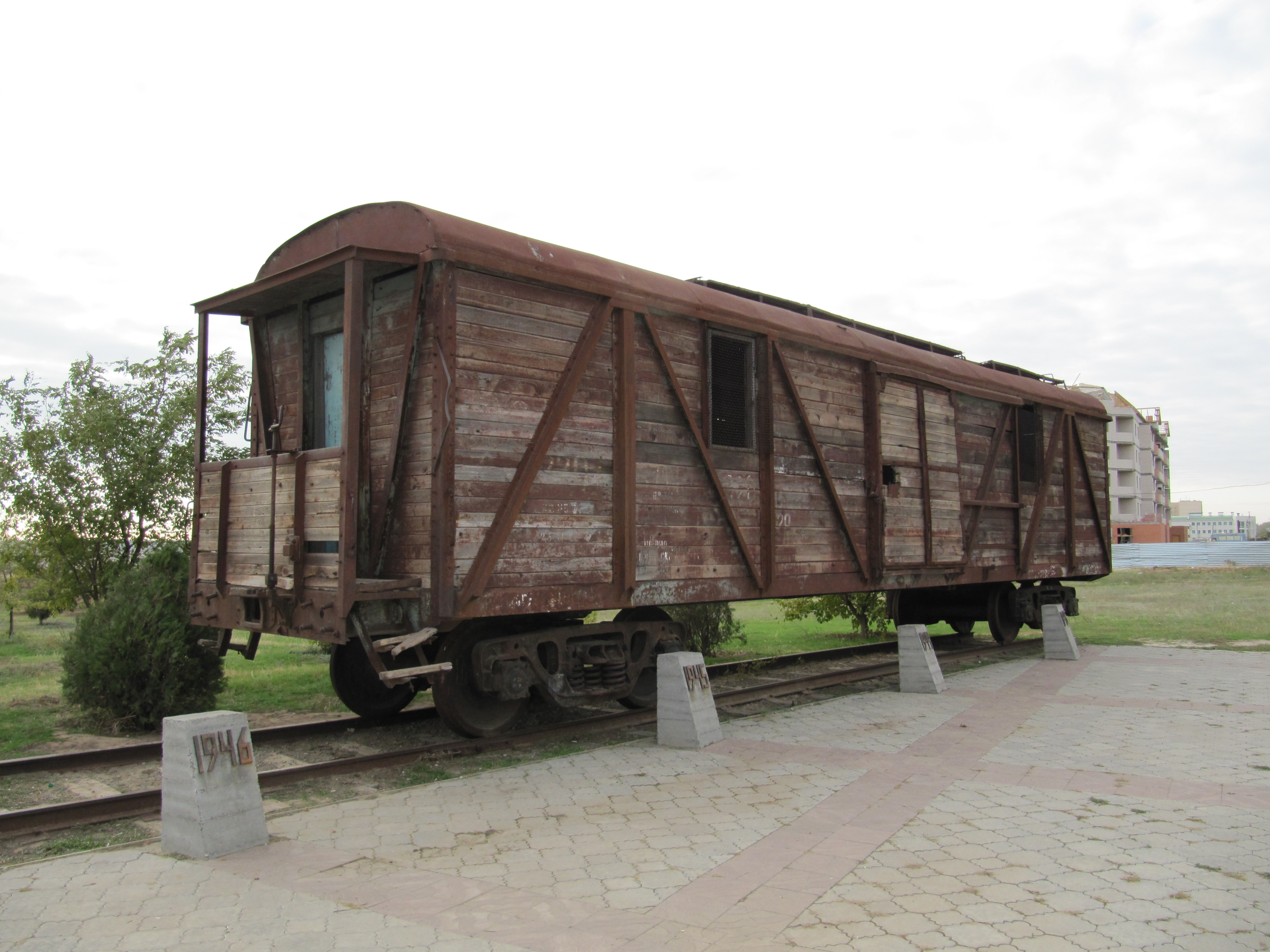
Fragment al monumentului „Exodul și întoarcerea” (rus «Исход и Возвращение», Elista, Kalmîkia

Transferurile în lagărele de muncă, Gulag, și sistemul colonizărilor obligatorii au fost plănuite în conformitate cu cerințele politicii de populare ale zonelor îndepărtate și nelocuite din URSS. Proporția uriașă a acestor colonizări forțate a dus la părearea politicienilor occidentali conform căreia creșterea economică a Uniunii Sovietice s-a bazat în mare parte pe munca sclavilor din Gulaguri. În același timp, în mai multe ocazii, au existat cazuri de transferuri de forță de muncă făcute prin mijloace non-violente, prin intermediul "recrutărilor" (вербовка). Forța de muncă din bazinele miniere Donbass și Kuzbass a fost completată prin astfel de mijloace. (Pentru a face o comparație istorică, în Imperiul Rus, minerii din minele de stat (bergalî, "бергалы", din limba germană Bergauer) erau recrutați dintre tinerii care doreau să nu facă serviciul militar care, într-o anumită perioadă era de 25 de ani).
Au fost mai multe campanii pentru transferul de forță de muncă:
- Douăzeci și cinci miist
- Campania câmpurilor virgine
- Transferul de forță de muncă în industria petrolieră din Baku. În timpul Marelui Război pentru Apărarea Patriei, în octombrie 1942, datorită amenințării germane, aproximativ 10.000 de muncitori din industria petrolieră din Baku și împrejurimi au fost transferați către zone cu potențial petrolier: zona "Baku Secundară " (câmpurile petroliere Volga-Ural), Kazahstan și Sahalin, în condițiile în care și naziștii urmăreau să cucerească zona petrolieră din Azerbaijan.

## Cronologie
Cifrele cu privire la populație sunt rotunjite.
- Aprilie 1920: 45.000 de cazaci ai armatei de pe râul Terek deportați în Ucraina și nordul Rusiei Europeană, în conformitate cu decizia Comitetului Central al Partidului Comunist al Uniunii Sovietice, Despre descazacizare, din 21 ianuarie 1919.
- 1930: "Curățarea" regiunilor vestice de graniță: 18.000 de "elemente socialmente periculoase" dintr-o fâșie de 22 km de lângă frontiera RSS Ucraineană și RSS Bielorusă au fost deportați în Siberia de vest și Orientul Îndepărtat Rus.
- 1930-1936: mai multe valuri de deportare a culacilor din "regiunile complet colectivizate", dar și din alte regiuni.
- 1933: Migrația a 200.000 nomazi kazahi în timpul foametei din 1933, din Uniunea Sovietică în China, Mongolia, Iran și Afganistan.
- Februarie-mai 1935: Deportarea a  30.000 finlandezi - ingrieni din zona de graniță a regiunii Leningrad în regiunea Vologda, RSS Tadjikă, RSS Kazahă și Siberia de Vest.
- Februarie-martie 1935: Deportarea a  42.000 de polonezi și germani din zonele de graniță ale RSS Ucraineană și din regiunile Kiev și Vinnița în regiunile răsăritene ale Ucrainei.
- Mai 1936: Deportarea a  45.000 de polonezi și germani din RSS Ucraineană în RSS Kazahă.
- Iulie 1937: Deportarea a  2.000 kurzi din regiunile de graniță din sud (Georgia, Armenia, Azerbaidjan, Turkmenia, Uzbekistan și Tajikistan) în RSS Kîrgîză și RSS Kazahă.
- Septembrie-octombrie 1937: Deportarea totală a coreenilor (172.000) din regiunile de graniță a Siberiei răsăritene și Orientului Îndepărtat în RSS Kazahă și RSS Uzbecă.
- Septembrie-octombrie 1937: Deportarea a  9.000 de chinezi și "harbinitini" (ruși din Harbin) din Orientul Îndepărtat sudic în Kazahstan și Uzbekistan.
- Ianuarie 1938: Deportarea iranienilor din regiunile de graniță a Azerbaidjanului în Kazahstan.
- 1938: Deportarea a  6.000 de evrei iranieni din zonele de sud ale Turkmeniei în deșerturile turkmene nordice.
- Februarie 1940: Deportarea a  140.000 de polonezi (deportarea osadnicilor) din noile teritorii cucerite în vestul Belarusului și Ucrainei în nordul Rusiei Europene, Urali și Siberia.
- Aprilie 1940: Deportarea a  61.000 polonezi (diferite categorii sociale) din vestul Ucrainei și Belarusului în Kazahstan și Uzbekistan.
- Iunie 1940: Deportarea a  75.000 polonezi refugiați din Polonia în Belarus și Ucraina sovietice în nordul Rusiei Europene, Ural și Siberia.
- Iulie 1940: Deportarea "persoanelor de etnie străină" (инонациональностей) din regiunea Murmansk în RASS Karelo-Finlandeză și în ținutul Altai.
- 22 mai , 1941: Deportarea a  11.000 de membri ai familiilor de "contrarevoluționari și naționaliști" din vestul Ucrainei în sudul Kazahstanului, ținutul Krasnoiarsk, regiunea Omsk și regiunea Novosibirsk.
- 12 iunie, 1941 Deportarea a 30.000 de membri ai familiilor de "contrarevoluționari și naționaliști" din regiunile Cernăuți și Ismail răpite României și încorporate în  Ucrainei și din proaspăt formata RSS Moldovenească în Kazahstan, RASS Komi, regiunea Krasnoiarsk și în regiunile Omsk și Novosibirsk.
- 14 iunie 1941: Deportarea "elementelor antisovietice" din proaspăt anexatele țări baltice (Ordinul nr. 001223 al Comisariatului Poporului Pentru Securitatea Statului):
  - din Lituania (18.000) în ținutul Altai, regiunea Novosibirsk, Kazahstan și RSSA  Komi;
  - din Letonia (17.000) în ținutul Krasnoiarsk  și regiunea rusească Novosibirsk și regiunea kazahă  Karaganda.
  - din Estonia (10.000) în regiunea Kirov și regiunea Novosibirsk.
- Iunie 1941: Deportarea a 21.000 "nationaliști" din Belarusul occidental.
- Septembrie-octombrie 1941:
  - Deportarea a 439.000 germani din zona râului Volga și din regiunile Saratov și Stalingrad) în Kazahstan, și ținuturile Krasnoiarsk și Altai și regiunile Novosibiksk și Omsk.
  - Deportarea a 91.000 de finlandezi și germani din regiunea Leningrad în Kazahstan și ținuturile Krasnoiarsk  și Altai și regiunile Novosibiksk și Omsk.
  - Deportarea a 36.000 germani din Moscova, regiunile Moscova  și Rostov în Kazahstan.
  - Deportarea a 138.000 germani din ținuturile Krasnodar și Ordjonikidze, regiunea Tula, RASS Kabardino-Balkară și RASS Osetia de Nord în ținutul Krasnoiarsk, regiunea Irkutsk și în Kazahstan.
  - Deportarea a 110.000 germani din Zaporoje, ținuturile Stalinsk și Voroșilovgrad în Kazahstan și în regiunea Astrahan.
  - Deportarea a 5.000 germani din regiunea Voronej în regiunile Novosibirsk și Omsk.
  - Deportarea a 46.000 germani din republicile transcaucaziene în Kazahstan.
  - Deportarea a 6.000 germani din RASS Daghestan și RASS Ceceno-Ingușă în Kazahstan.
- Martie-aprilie 1942: Deportarea a 9.000 finlandezi și germani, ca și a "elementelor social-periculoase", din Leningrad și regiunea Leningrad în regiunea Irkutsk, ținutul Krasnoiarsk  și în Iakutia
- Aprilie 1942: Deportarea a grecilor, românilor și alte câteva naționalități din Crimeea și Caucazul de nord.
- Iunie 1942: Deportarea a germanilor, românilor, tătarilor și grecilor cu cetățenie ne-sovietică din ținutul Kransnodar Krai și regiunea Rostov.
- August 1943: Deportarea a 500 de "bandiți" karaciai din Regiunea Autonomă Karaciai-Cerkesă
- Noiembrie 1943: Deportarea completă a karaciailor (70.000) în Kazahstan și Kîrgîstan.
- Decembrie 1943: Deportarea calmîcilor din RSSA Calmîcă în ținuturile Altai și  Krasnoiarsk  și în regiunile Omsk și Novosibirsk.
- Februarie 1944: Deportarea completă a cecenilor (393.000) și ingușilor (91.000) din RSSA Ceceno-Ingușă  și Daghestan în RSS Kazahă și RSS Kirkiză.
- Martie 1944: Deportarea completă a  balkarilor (38.000) din RSSA Kabardino-Balkară în RSS Kazahă și RSS Kirkiză.
- Martie 1944: Deportarea a 3.000 calmîci din regiunea Rostov în regiunile Omsk și Novosibirsk.
- Mai 1944: Deportarea balkarilor (~100) din Georgia în RSS Kazahă și RSS Kirkiză.
- Primăva 1944: Căutarea și deportarea tuturor cecenilor, ingușilor, calmîcilor, karaciailor și balcarilor (~4,200) din totate republicile sovietice în RSS Kazahă și RSS Kirkiză.
- Mai 1944: Deportarea a 182.000 tătarilor din Crimeea în Uzbekistan și în alte câteva regiuni.
- Iunie 1944: Deportarea a 1.000 calmîci din regiunea Stalingrad în regiunea Sverdlovsk.
- Iulie 1944: Deportarea a 1.800 adevărați creștini ortodocși ("истинно-православные христиане") din regiunile  Riazan, Voronej și Oriol în regiunile  Tomsk și Tiumen și în ținutul Krasnoiarsk.
- Iunie-iulie 1944:Deportarea grecilor, bulgarilor, armenilor și turcilor din Crimeea (~42.000) în Uzbekistan.
- Noiembrie 1944: Deportarea a 92.000 meși, kurzi și hemșini din sudul Georgiei și a 1.000 de laji din RASS Adjară în republicile sovietice Uzbekă, Kazahă și Kirkiză.
- Iunie 1948: Deportarea a grecilor și  Dașnaxului armenesc (58.000 ) de pe coasta Mării Negre în Kazahstan.
- 1948-1949: Deportarea unor familii de "bandiți" din diferite republici.
- Martie 1951: Decretul pentru expulzarea a 9.400 martori ai lui Iehova, dintre care aproximativ 4.000 de copii din Țările Baltice, RSS Moldovenească și vestul Ucrainei și Belarusului (Operațiunea Nord).
- Decembrie 1951: Deportarea a 35.000 culaci din teritoriile anexate în țările baltice, Ucraina vestică și Belarusul vestic în ținutul Krasnoiarsk, Iakuția, regiunea Tiumen și Kazahstan.

## Wikisource
- Decretul Comitetului Apărării de Stat No. 5859ss: Despre tătarii din Crimeea (Vezi și Trei răspunsuri la decretul No. 5859ss)